# Mojca Kucler Dolinar
Mojca Kucler Dolinar [mójca kúcler dolínar], slovenska političarka, nekdanja poslanka in pravnica, * 26. avgust 1972, Ljubljana

## Življenjepis
Po končani srednji ekonomski šoli se je vpisala na Pravno fakulteto v Ljubljani, kjer je leta 1997 diplomirala. Leta 1998 se je zaposlila v splošno kadrovski službi pri podjetju Mostovna. Z letom 1999 pa kot samostojna svetovalka za splošne in pravne zadeve na Skladu kmetijskih zemljišč in gozdov. 
Mojca Kucler Dolinar, članica stranke Nove Slovenije, je bila leta 2004 izvoljena v Državni zbor Republike Slovenije; v tem mandatu je bila članica naslednjih delovnih teles:
- Komisija za poslovnik,
- Odbor za notranjo politiko, javno upravo in pravosodje (predsednica) in
- Odbor za zdravstvo.

Prav tako je bila aktivna kot mestna svetnica NSi v ljubljanskem mestnem svetu.
Državni zbor je Mojco Kucler Dolinar imenoval za članico slovenske delegacije pri parlamentarni skupščini Sveta Evrope. Kot predsednica parlamentarnega odbora se je intenzivno soočala s potrebo po usklajevanju različnih interesov, tako političnih kot strokovnih. Z opravljanjem iste odgovornosti je pridobivala dragocene izkušnje tudi na mednarodnem področju, zlasti znotraj Evropske unije. Ob srečanjih in povabilih različnih nacionalnih parlamentov je kot predstavnica Slovenije zastopala interese in stališča matične države. Poleg tega je bila stalna udeleženka konferenc, sklicanih na pobudo British Councila. 
2. oktobra 2007 je prevzela vodenje ministrstva za visoko šolstvo, znanost in tehnologijo Republike Slovenije.
Na državnozborskih volitvah leta 2011 je kandidirala na listi NSi. Na volitvah za župane občin je leta 2012 v Ljubljani kandidirala kot kandidatka NSi s podporo SDS.